# Faroudja
Faroudja Labs var en tillverkare av digitala kretsar för visning och/eller behandling av rörliga bilder. Företaget grundades av Yves Faroudja och var baserat i San Francisco, USA. Från och med 2010 är företaget en del av STMicroelectronics, ett internationellt företag och tillverkare halvledare.